# Гулдсборо (Пенсилванија)
Гулдсборо (енгл. Gouldsboro) насељено је место без административног статуса у америчкој савезној држави Пенсилванија.

## Демографија
По попису из 2010. године број становника је 890.
| Група             | 2000.    | 2010.       |
| Белци             | 0 (0,0%) | 827 (92,9%) |
| Афроамериканци    | 0 (0,0%) | 9 (1,0%)    |
| Азијати           | 0 (0,0%) | 12 (1,3%)   |
| Хиспаноамериканци | 0 (0,0%) | 36 (4,0%)   |
| Укупно            | 0        | 890         |